# Episodi di Henry Danger (terza stagione)
La terza stagione della serie televisiva Henry Danger è andata in onda negli Stati Uniti d'America dal 17 settembre 2016 al 7 ottobre 2017.
In Italia la stagione è stata trasmessa dal 20 febbraio 2017 al 15 novembre 2017.
| n. | Codice di prod. | Titolo originale            | Titolo italiano                   | Prima TV USA      | Prima TV Italia  |
| -- | --------------- | --------------------------- | --------------------------------- | ----------------- | ---------------- |
| 1  | 301             | A Fiñata Full Of Death Bugs | Pericolo Jasper                   | 17 settembre 2016 | 20 febbraio 2017 |
| 2  | 302             | Love Muffin                 | Innamorati cotti                  | 24 settembre 2016 | 21 febbraio 2017 |
| 3  | 303             | Scream Machine              | Una macchina da urlo              | 1º ottobre 2016   | 22 febbraio 2017 |
| 4  | 305             | Mouth Candy                 | Il negozio di caramelle           | 8 ottobre 2016    | 24 febbraio 2017 |
| 5  | 304             | The Trouble With Frittles   | Questione di gusti                | 5 novembre 2016   | 23 febbraio 2017 |
| 6  | 307             | Hour of Power, Part 1       | L'ora del potere (prima parte)    | 11 novembre 2016  | 27 febbraio 2017 |
| 7  | 308             | Hour of Power, Part 2       | L'ora del potere (seconda parte)  | 11 novembre 2016  | 28 febbraio 2017 |
| 8  | 311             | Dodging Danger              | Dodge Danger                      | 3 dicembre 2016   | 13 luglio 2017   |
| 9  | 314             | Double Date Danger          | Uscita a quattro con pericolo     | 11 febbraio 2017  | 18 luglio 2017   |
| 10 | 312             | Space Invaders, Part 1      | Invasori spaziali (prima parte)   | 11 marzo 2017     | 14 luglio 2017   |
| 11 | 313             | Space Invaders, Part 2      | Invasori spaziali (seconda parte) | 18 marzo 2017     | 17 luglio 2017   |
| 12 | 306             | Gas Or Fail                 | O il gas, o la vita               | 25 marzo 2017     | 10 luglio 2017   |
| 13 | 309             | JAM Session                 | Gestire la rabbia                 | 8 aprile 2017     | 7 novembre 2017  |
| 14 | 315             | License to Fly              | Licenza di volo                   | 15 aprile 2017    | 8 novembre 2017  |
| 15 | 310             | Green Fingers               | Le dita verdi                     | 22 aprile 2017    | 9 novembre 2017  |
| 16 | 317             | Stuck In Two Holes          | Arrivano i rinforzi!              | 29 aprile 2017    | 10 novembre 2017 |
| 17 | 319             | Live & Dangerous: Part 1    | Live & Dangerous (prima parte)    | 16 settembre 2017 | 15 novembre 2017 |
| 18 | 320             | Live & Dangerous: Part 2    | Live & Dangerous (seconda parte)  | 23 settembre 2017 | 15 novembre 2017 |
| 19 | 318             | Balloons of Doom            | Palloncini per il Man Club        | 30 settembre 2017 | 14 novembre 2017 |
| 20 | 316             | Swellview's Got Talent      | Swellview's Got Talent            | 7 ottobre 2017    | 13 novembre 2017 |

## Pericolo Jasper
- Titolo originale: A Fiñata Full Of Death Bugs
- Diretto da: Steve Hoefer
- Scritto da: Dan Schneider e Christopher J. Nowak

### Trama
Vediamo un segmento negli episodi precedenti dal episodio della scorsa stagione quando jasper a scoperto il segreto di Henry poi l episodio inizia con ray agitato ma henry gli dice che non e una cattiva idea ma ray gli ricorda che una volta lo ha convinto a mangiare barrete per donne e per un periodo di tempo ha leto libri sulle principesse poi Charlotte arriva dal tubo e henry gli dice che non e una cattiva idea Far lavorare jasper con loro ma Charlotte va al distributore e chiede uova strapazzate ma la macchina non capisce e cerca di ordinare persino dicendo in spagnolo il nome della pietanza poi jasper arriva al entrata del junnke staff henry e ray lo guardano da una telecamera lui la vede e saluta da lì e quasi spiffera il segreto ma per fortuna nessuno a sentito henry va a prendere jasper Charlotte sta cercando di prendere le uova strapazzate così cerca di guardare e viene risuchiata dentro tranne un piede mentre ray fa meditazioni poi henry porta jasper alla man caverna dove ray e Henry gli fanno vedere un video che rivelare la loro identità e un errore in qualli porterebbero portare al apocalisse o problemi di incontinenza e alla fine del video un cocomero parlante rivela le loro identità segrete e poi lo distruggono poi jasper domanda del cocomero parlante poi sentono finalmente Charlotte e henry , ray e jasper cercano di tirarla fuori ma perdono la concentrazione quando c'è un allarme di soccorso e Charlotte rimane intrappolata c'è un'emergenza al aeroporto si trasformano ray in capitan man e henry in kid denger e dicono a Charlotte che schwoz ritornera tra un'ora e a jasper di occuparsi del junnke staff poi al notiziaro viene rivelata quall era l emergenza al aeroporto un criminale voleva contrabbandare un container pieno di insetti aggressivi di Swellview le api carnivore che sono una razza di api che stanno a Swellview e che uno sciame può divorare una persona alla man caverna schwoz cerca di tirare fuori Charlotte ma Charlotte e infastidita e dice a schwoz di molarla ma lui lo prende alla lettera e Charlotte rimane nel distributore poi henry e ray tornano con una pinata che rivelano contiene le api carnivore coinvolte nel emergenza e schwoz si spaventano perceh se si rompe le api li mangeranno così henry la porta al junnke staff e ray chiama la protezione animali di sopra al negozio jasper aiuta una cliente a portare alla sua auto il materasso d acqua che ha appena acquistato poi henry arriva non trova nessuno così posa la pinata e deve tornare alla man caverna per aiutare ray e Schwoz con Charlotte bloccata nel distributore e accende la radio e canta una canzone poco dopo che sene va torna jasper e canta anche lui la canzone poi arriva piper con la sua amica marla che sono venuti a comprare qualcosa poi marla gli ricorda la festa e jasper chide quale festa piper spiega che oggi e il compleanno di una loro amica gappie e sono venute per comprarle un regalo jasper al inizio gli offre un modello di scheletro do cane ma poi piper vede la pinata e costringe jasper a dargliela gratis poi nella man caverna henry,  ray e Schwoz cercano di tirare fuori Charlotte ma falliscono ma henry riesce a farla uscire dal distributore ordinandola poi jasper li chiama e spiega che c erano alcuni dipendenti della protezione animali per le api carnivore così henry e ray gli spiegano della pinata ma lui dice sì averla venduta a piper sciocando tutti poi nella man caverna henry, ray, Charlotte, jasper e schwoz si sono riuniti dove henry urla a jasper di come aver potuto dare a sua sorella una pinata piena di insetti della morte ma jasper spiega che non sapeva che dentro alla pinata ci fossero degli insetti e ray spiega che c'è sene sono 50 ma Charlotte gli ricorda del problema così jasper spiega che piper stava andando alla festa di gappie così decidono di andarci ma non come capitan man e kid denger perché se li avviserò detto degli insetti su scatenerà il panico ma come clown sottocoperta vedono la pinata colpita dagli invitati e dalla sorella di henry piper con una pala così creano un diversivo ray si fa colpire essendo indistruttibile dsi bambini mentre henry cerca di prendere la pinata ma i veri clown arrivano e lottano con ray e henry riesce a tirarla giù ma si rompe le api sono libere tutti si coprono le orecchie ma non i clown che scappano le api sene vanno anche Henry e ray cercano di andarsene ma sono costretti a restare fino alle 14 : 00  .
- Guest star: Michael D. Cohen (Schwoz), Carrie Barrett (Mary Gaperman), Saylor Bell (Marla), Winston Story (Trent Overunder).

## Innamorati cotti
- Titolo originale: Love Muffin
- Diretto da: Steve Hoefer
- Scritto da: Dan Schneider e Hayes Jackson

### Trama
Henry, Charlotte e jasper arrivano alla man caverna di notte perche ray li ha chiamati a luna di notte e Charlotte spiega che se ray ha avuto un altro incubo non gli raccontera la storia della buona notte li notano jasper con i bigodini e lui rivela che non e riccio naturale poi ray arriva dal tubo comportandosi strano poi fa scendere dall tubo un'altra persona che e una donna ray rivela che la donna si chiama gwen poi henry parla con rya e gli ricorda che non può portare persone sconosciute nella man caverna ma ray spiega che gwen non è una sconosciuta e henry chide da quanto la conosce e lui gli rivela da tre ore e poi rivela a gwen che henry e kid denger e rivela di avere già detto che lui e capitan man sciocando henry Charlotte e jasper che gli danno del pazzo e rivela che lui e gwen si spostavano sciocandoli poi arriva schwoz e chiede cosa succede e henry spiega che ray vuole sposare una donna che conosce da solo tre ore e Charlotte che jasper non e riccio naturale poi di mattina henry e jasper sono al junnke staff dove jasper cerca di dare da bere alla pianta carnivora ma henry dice che hanno questioni più importanti com e perché ray vuole sposare una donna che conosce da solo tre ore jasper suggerisce che gwen ha un trampolino poi nella mancaverna Charlotte vicina a Schwoz vede ray che si manda messaggi d amore all telefono con gwen e Schwoz prede un casco dice che lo userano per scoprire come mai ray si e innamorato di gwen così fa addormentare ray con uno spray tranquillante al junnke staff gwen arriva henry vuole parlarci da solo e manda jasper in bagno a sentire della musica poi nella man caverna ray e ancora sotto effetto dell macchinario e ha il casco dove Schwoz spiega a Charlotte che il casco fa vedere i ricordi di ray come fall audio registrati così imposta il ricordo di ray quando a conosciuto gwen rivela che ray nei panni di capitan man pattugliava la zonna e si e imbattuto in gwen con una massa luminosa magenta ray crede che sia una criminale e gwen gli da un muffin tornati all junnke staff henry parla con gwen e dice che conosce ray e spiega che non ci crede che l abbia incontrata e chiesto di sposarla almeno che lei abbia fatto qualcosa gwen da a henry gli stessi muffin visti nel Ricordo di ray nel frattempo Charlotte e Schwoz guardano ancora il ricordo di ray dove dopo aver mangiato il muffin gwen chiede se può baciarlo e si baciano poi ray diventa innamorato di gwen e finisce ricordo Charlotte dice ha Schwoz che gwen e davvero una criminale e deve aver fatto qualcosa ai muffin con delle sostanze chimiche che hanno fatto innamorare ray quando la baciata arriva jasper che ascolta ancora la canzone rivela che all junnke staff henry parlava con gwen così i tre vanno al junnke staff henry sta mangiando il suo muffin poi arrivano Charlotte, jasper e schwoz che cercano di fare sputare henry il muffin in modo di non finite come ray ma gwen cerca di impedirglielo ma hnert per sbaglio lo inghiottito e poi sviene jasper fa la respirazione bocca a bocca ma gwen per fare innamorare henry di lei cerca di baciarlo jasper per sbaglio lo bacia e henry si sveglia innamorato di jasper gwen dice a Charlotte che è colpa sua e anche di jasper e schwoz ma gli ricorda che non e stata lei a portare in giro una scatola di muffin mistici arriva ray dove dice a gwen di aver sognato il loro primo incontro Charlotte , jasper e schwoz cercano di spiegargli che gwen lo ha avvelenato e spiegano quello che gwen cercava di far emarginato gwen chiede di cacciare gli altri per stare soli e ray lo fa i quattro vano a casa di henry ma dopo che henry,  Charlotte e jasper entrano Charlotte fa restare fuori schwoz per non farlo vedere ai genitori di henry e a piper ma poi spiega che qualcuno lo potrebbe rapira ma Charlotte non gli crede così schwoz fa un pisolino dentro jasper chiede il motivo per cui Gwen dà i muffin che fanno innamorare; poi Charlotte spiega che se ray o henry pensassero ad altro e non hai criminali non ipedirano a gwen di fare qualcosa di cattivo fuori schwoz dorme e tre tempisti cercano di rapirlo e lui si sveglia poi dentro piper arriva dalle scale arrabbiata rivela che jasper ha Il suo asciugacapelli e così lo aggredisce che fa arrabbiare henry che sviene dopo che piper sene va henry si sveglia ma non è più innamorato di jasper Charlotte capisce che quando henry si è arrabbiata fatto rilasciare le sostanze chimiche del muffin avvelenato così I tre capiscono che l unico modo per far sì che ray torni alla normalità e farlo arrabbiare jasper suggerisce una rissa con ray ma Charlotte dice che ray lo ucciderebbe così escono e trovano tempisti che cercano di rapire schwoz gli mandano via e schwoz dice a Charlotte che aveva ragione ma poi tutti e quattro vano via poi alla man caverna ray e gwen si baciano poi gwen va a prepararsi per rapinare la banca dopo che sena va henry  , Charlotte  , jasper e schwoz escono dai loro nascondigli e provocano ray come dicendo che non e più l'uomo più bello di Swellview, che è vecchio e infine che Gwen vuole dare i muffin a qualcun altro funziona e si arrabbia e torna normale poi arriva Gwen e Henry, Charlotte, Jasper e Schwoz si nascondono di nuovo mentre ray dinge di essere ancora sotto effetto dle muffin poi strappa la cosa di cavallo a gwen e henry, Charlotte, jasper e schwoz escono dai loro nascondigli i cinque la circonda pronti a portarla in prigione ma lei gli minaccia di mandare un messaggio che rivela che ray e Henry sono capitan man e kid denger così sene va con i tubi e prima la gang gli fa uno scherzo ma poi gli dicono la vera formula poi decidono che oggi hanno imparato che la rabbia è più forte del amore. 
- Guest star: Michael D. Cohen (Schwoz), Courtney Henggeler (Gwen).

## Una macchina da urlo
- Titolo originale: Scream Machine
- Diretto da: Nathan Kress
- Scritto da: Dan Schneider e Dave Malkoff

### Trama
Henry e nella man caverna poi arrivano ray e Schwoz da un'altra stanza e ray chiede perche Charlotte voleva vederli e henry dice per mostrare il sio progetto per lo show dei marchingegni e Schwoz domanda cos'è rivela che è un concorso in quali ragazzi devono presentare I loro progetti e schwoz sbadiglia e henry pensa che non sia interessato ma ray dice perche non dorme da due giorni e henry chiede perche schwoz non dorme da due giorni ray spiega che Schwoz si e fatto una maratona di una mini serie sul succo di arancia poi jasper arriva e henry chiede perché non è all junnke staff jasper dice di aver messo un cartello che dice torno subito poi Charlotte arriva con un oggetto sotto un telo rivela (solo a ray e Schwoz perche henry e jasper lo sanno gia) che allo show dei marchingegni ha sempre vinto il secondo posto ma questo sarà l anno in qui lei passerà al primo posto e toglie il telo rivelndo una macchina con una ballerina e un tubo di plastica con una maschera e tira fuori che in futuro ci cercherà energia pulita ma da dove proverra energia henry, ray, jasper e schwoz dicono fonti a caso ma lei dice che verrà dalla sua macchina e fa una dimostrazion chiede a jasper di mettere la maschera e poi lei lo fulmina con un bastone elettrico e urla e mentre urla la ballerina si muove e la macchina produce energia pulitapoi Charlotte rivela che la sua e una macchina da urlo che produce energia pulita qundo urla nella maschera che passa dal tubo e spiega che quanto è più lungo l'urlo che fa più la macchina produce energia pulita così Schwoz vuole fare un altro esperimento prende una tromba da stadio e strombetta nella maschera e la macchina produce molta energia pulita ma poi esplode così Charlotte attacca Schwoz ma poi henry e ray cercano di calmarla ma lei dice a henry mai dire a una donna di calmarsi e poi dice che avrebbe vinto finalmente il primo premio ma lui ha distrutto la macchina così ray dice che schwoz ricostruita la macchina da urlo ma Charlotte dice che le regole dello show dicono che I ragazzi non possono essere aiutati da adulti ma dice che la costruita lei infatti schwoz la riprodura così Charlotte e jasper vanno allo show mentre henry , ray e schwoz vanno nel auto di ray a comprare I pezzi per costruire la macchina con I quozeti di Charlotte durante il viaggio schwoz vuole un gelato ma henry dice no e poi dice a schwoz che tutto questo non sarebbe successo se lui avesse distrutto la macchina così ray che a caldo e alza il tettucio purtroppo I quozeti volano via e presto si accorgono del errore poi da qualche parte li vicino due barboni cantano una canzone di drake e Josh e I quozeti finiscono nel falò poi allo show nella sezione per I giovani anche la sorella di henry piper partececipa allo show ma con suo padre ma il suo vulcano era brutto a differenza della sua rivale gianna che è bello e in realtà si fa aiutare da suo padre nella sezione dei più grandi Charlotte sta aspettando che henry, ray e schwoz arrivino con la sua macchina jasper le mostra che se non arrivano in tempo userà un selfie di loro con le faccia scambiate poi finalmente arrivano henry,ray e schwoz con la macchina sotto a un telo quando una volta riuniti dopo aver tolto il telo Charlotte scopre che la macchina non è la sua henry spiega a Charlotte che durante il tragitto per comprare i pezzi hanno perso i quozeti che scioca Charlotte ray spiega che Schwoz ha tentato di riprodurre la vera macchina si Charlotte ma senza i quozeti non sarebbe stata attiva in tempo la e la macchina da loro portata e una invenzione di Schwoz che lavorava già da tempo e la finita per lei arrivano i giudici e Charlotte deve usare la macchina così henry,ray e schwoz fingendo di tossire le danno di nascosto le istruzioni su scopre che la macchina serve per il teletrasporto fa teletrasportare jasper da un la a un altro i giudici rimangono sbalorditi e oltre a dare a Charlotte il primo premio dicono che la sua macchina e la migliore di tutto il pianeta ma Charlotte cerca di far passare la sua macchina come una normale ma la giudice dice che con la sua macchina per il teletrasporto rivoluzionarie il mondo niente più bisogno di auto , treni , aerei , elicotteri o altri mezzi e ridurrebbe lo smog e alcuni dicono di chiamare fox news e persino  il governo tutti iniziano a tifare per lei poi chiede che smettano il tifo poi con henry,ray jusper e schwoz va da un altro concorrente e gli chiede cosa a inventato lui dice una cabina insonorizzata così henry, ray  , jasper, Charlotte e schwoz entrano nella cabina per discutere senza essere sentiti ma il concorrente dice che non possono entrare ma henry lo stordisce con il laser una volta tutti dentro Charlotte dice che hanno un grosso problema e il motivo per qui si comportava dopo la dimostrazione tutti credono che lei abbia inventato una macchina per il teletrasporto ma in realtà è schwoz e che vogliono chiamare fox news e il governo e presto si scoprirà che lei lavora al junnke staff e dove lavorano anche tutti loro e i giornalisti arriveranno per interviste ma così scoprirano la man caverna così decidono di distruggere la macchina con breve discpiacesa da parte di schwoz per lasua macchina ma henry dice che non sara facile da distruggere visto che tutti la hanno vista così Charlotte escogita un piano in cui serve capitan man e kid denger più un criminale impersonato da jasper nella parte per i bambini il vulcano di  piper ha avuto il voto di tre e gianna arriva e  parla con lei per congratularsi della sua vittoria e insulta piper e questo ultima cerca di aggredirla ma il padre la trattiene ma dopo che gianna insulta anche lui la situazione si capovolge poi Charlotte esce e e tutti la applaudono e la circondano henry e ray sono nascosti dietro un tavolo e  chiamano jasper che a trovato tra i rifiuti un costume una giudice dice a Charlotte che stanno arrivando due del fbi a farle un sacco di domande poi il piano inizia jasper entra vestito da criminale e parte del piano colpisce schwoz ma nonostante stia fingendo un po troppo forte poi usando questa distrazione henry e ray si trasformano nei loro altrego quello di ray capitan man e quello di henry di kid denger e escono dal tavolo questi fingono di minacciare il criminale poi lottano e nel mentre distruggono la macchina con grande shock di tutti poi fingono di catturare jasper e i tre sene vanno i giudici chiedono a Charlotte se può ricostruire la macchina ma lei dice di no e che a perso i quozeti e poi sene va nella stessa direzione di henry,ray e jasper poi schwoz si risveglia e dice tra lui e lui che non bisognava colpirlo così forte e poi sene va nella stessa direzione degli altri poi sulla macchina di rya henry,ray,Charlotte,jasper e schwoz festeggiano mangiando gelato e cantando la canzone di drake e Josh cantata dai barboni dopo la canzone ray chiede a Charlotte di tenergli il gelato e lei dice si poi ray salta dalla macchina lasciando henry,Charlotte jasper e schwoz a guidare .

## Il negozio di caramelle
- Titolo originale: Mouth Candy
- Diretto da: Adam Weissman
- Scritto da: Dan Schneider e Christopher J. Nowak

### Trama
Mentre Henry e Ray cercano di fare la loro live-podcast, Jasper inizia ad informarli di tanti pericoli, dai serpenti velenosi nella scuola al furto di Mitch Bilsky in un negozio di caramelle.
- Guest star: Jill Benjamin (Miss Shapen), Andrew Caldwell (Mitch Bilsky), Henry Dittman (Sig. Sugarman), Matthew Zhang (Oliver).

## Questione di gusti
- Titolo originale: The Trouble With Frittles
- Diretto da: Adam Weissman
- Scritto da: Dan Schneider e Samantha Martin

### Trama
Un concorso tra gusti di patatine rosse e e blu divide Swellview e persino Capitan Man e Kid Danger.
- Guest star: Michael D. Cohen (Schwoz), Carrie Barrett (Mary Gaperman), Saylor Bell (Marla), Jill Benjamin (Miss Shapen), Joe Kaprielian (Sidney), Alec Mapa (Jack), Winston Story (Trent Overunder), Matthew Zhang (Oliver).

## L'ora del potere (prima parte)
- Titolo originale: Hour of Power, Part 1
- Diretto da: Steve Hoefer e Russ Reinsel
- Scritto da: Dan Schneider, Dave Malkoff e Andrew Thomas

### Trama
Drex, il vecchio assistente di Capitan Man, è scappato di prigione, ma Ray vuole sconfiggerlo da solo perché pensa che per Henry sia troppo pericoloso. Comunque Henry insiste e i due vanno alla pasticceria e Ray mette le mani dentro un distributore di grappoli di noci che è una trappola che aveva preparato Drex visto che sapeva che ray amava i grappoli di noci. Dopo un po' l'ex-assistente arriva e mette a Ray un casco che non si può togliere (che aveva rubato dalla Man Caverna) e combatte con Kid Danger. Drex sconfigge Kid Danger deridendolo, così Henry rinuncia al suo lavoro.

## L'ora del potere (seconda parte)
- Titolo originale: Hour of Power, Part 2
- Diretto da: Steve Hoefer e Russ Reinsel
- Scritto da: Dan Schneider, Dave Malkoff e Andrew Thomas

### Trama
Schwoz e Charlotte portano Herny alla Man-Caverna poiché era andato a casa e, con l'aiuto di due strambi amici di Schwoz, gli donano il potere dell'ipermotilità, che aumenta i suoi riflessi e la sua velocità. Intanto Jasper è stato preso in ostaggio da Drex per portarlo alla Man-Caverna, ma invece lo porta nell'area-giochi del parco. In quel momento arriva Henry, nei panni di Kid Danger, e sconfigge Drex grazie al suo nuovo super potere, e infine lo umilia nello stesso modo che Drex aveva fatto con lui: sculacciandolo davanti a una folla che filma tutto per inviarlo ai giornalisti poi alla Man Caverna henry, ray, Charlotte, jusper e Schwoz festeggiano con gli hamburger di alligatore grigliato di ray rivelano a ray appena libero dal casco che hanno congelato drex con un raggio di Schwoz che ferma ogni movimento del corpo e cosi cantano la canzonescullaciata.

## Dodge Danger
- Titolo originale: Dodging Danger
- Diretto da: Adam Weissman
- Scritto da: Dan Schneider e Hayes Jackson

### Trama
Jasper cerca di partecipare a uno sport che si gioca in un locale dove i giocatori lanciano palle da dodgeball mentre saltano su un tappeto elastico. Jasper chiede a Charlotte e Henry di partecipare anche loro per formare una squadra ma entrambi rifiutano. Jasper insiste ma Ray e Charlotte vietano a Jasper di sfruttare i nuovi poteri di Henry per i suoi scopi egoistici. Così egli recluta Piper e Oliver ma Oliver si strozza con una barretta ed Henry, sentitosi minacciato da Mitch (avversario di Jasper), decide di partecipare e permette la vittoria della sua squadra. Arrivati alla Man Caverna, Ray sa già tutto e vieta ad Henry di giocare di nuovo; il ragazzo si rifiuta perché vuole sentirsi libero di fare quello che vuole almeno fuori dal lavoro. Ray, allora, forma una squadra con Schwoz e Charlotte e riesce ad entrare nel torneo usando un guanto speciale creato da Schwoz che aumenta la forza del braccio in maniera esponenziale. Arrivati alla finale, la squadra di Jasper e quella di Ray si scontrano: Charlotte si fa eliminare di proposito così da andarsene e Jasper e Schwoz vengono eliminati. A causa del salto di Henry, Piper viene buttata fuori dal trampolino ed Henry rimane da solo con Ray. Quando Ray sembra vittorioso, un pallone lo colpisce e viene eliminato: il pallone viene lanciato da Piper che, nonostante fosse uscita dal trampolino, non era stata eliminata secondo le regole e quindi ancora in gioco. La squadra di Jasper vince il torneo e Ray è costretto ad accettare la realtà.

## Uscita a quattro con pericolo
- Titolo originale: Double Date Danger
- Diretto da: Steve Hoefer
- Scritto da: Dan Schneider e Hayes Jackson

### Trama
Miss Shapen convince Henry a lasciare che sua nipote Noelle rimanga a casa sua poiché è allergica ai gatti di casa sua. Quando vuole uscire con qualcuno, Noelle sceglie Jasper su Henry, dove finiscono per un doppio appuntamento con Piper e Kale. Henry non lo sa ancora, ma Noelle lavora segretamente per Drill Finger nella sua trama per colpire i denti della gente dove Jasper, Piper e Kale finiscono per essere uno dei prigionieri di Drill Finger. Egli, infatti, vuole togliere i denti ai tre per darli a dei signori anziani. Sarà compito di Kid Danger e Capitan Man mettere a posto la situazione.
- Guest star: Kelly Sullivan (signora Hart), Jeffrey Nicholas Brown (Mr. Hart), Jill Benjamin (Miss Shapen), Annalisa Cochrane (Noelle).

## Invasori spaziali (prima parte)
- Titolo originale: Space Invaders, Part 1
- Diretto da: Mike Caron
- Scritto da: Dan Schneider e Joe Sullivan

### Trama
Capitan Man e Kid Danger sono partiti per lo spazio a salvare due astronauti in ostaggio, utilizzando una capsula costruita da Schowz. Intanto Piper costringe tutti, nella sua casa, a non cambiare canale e a aspettare per poter veder la sua pubblicità del Fred Lobster.

## Invasori spaziali (seconda parte)
- Titolo originale: Space Invaders, Part 2
- Diretto da: Mike Caron
- Scritto da: Dan Schneider e Christopher J. Nowak

### Trama
Sulla stazione spaziale, Captain Man e Kid Danger scoprono che è una bambina chi tiene in ostaggio gli astronauti; dopo aver realizzato che gli astronauti (di cui uno dei due è il papà della bambina) vogliono eseguire esperimenti sui conigli, Captain Man e Kid Danger decidono di aiutare la bambina.

## O il gas, o la vita
- Titolo originale: Gas Or Fail
- Diretto da: David Kendall
- Scritto da: Dan Schneider e Hayes Jackson

### Trama
Quando un tubo di gas esplode sotto la centrale nucleare di Swellview, Henry e Ray devono ripararlo prima che il gas raggiunga la superficie. Tuttavia, Henry è bloccato a scuola a causa dell'Achievement Test Day e non gli è permesso di andarsene. Alla fine, Captain Man e Schwoz sono in grado di escogitare un piano per sgattaiolare Henry fuori dalla scuola e nel pozzo dove entrambi sigillano con successo il tubo ed eliminano la minaccia per Swellview.
- Guest star: Michael D. Cohen (Schwoz), Carrie Barrett (Mary Gaperman), Jill Benjamin (Miss Shapen), Winston Story (Trent Overunder), Matthew Zhang (Oliver).

## Gestire la rabbia
- Titolo originale: JAM Session
- Diretto da: Adam Weissman
- Scritto da: Dan Schneider e Christopher J. Nowak

### Trama
Piper viene esclusa dalla gita in montagna dalle sue amiche quando queste non vogliono che venga visto che Piper “sbraita” e si arrabbia per tutto, Piper in lacrime decide di frequentare un corso per la gestione della rabbia ma Ray e Jasper pensano che non riesca a trattenerla ma Charlotte ed Henry pensano il contrario, così fanno una sfida è chi perde dovrà mangiare un secchio di polpa e semi di zucca.

## Licenza di volo
- Titolo originale: License to Fly
- Diretto da: David Kendall
- Scritto da: Dan Schneider e Dave Malkoff

### Trama
Deciso a pilotare l'elicottero di Capitan Man, Kid Danger termina una missione da solo. Jasper, Piper e Charlotte perdono la testa per una macchina da zucchero filato.

## Le dita verdi
- Titolo originale: Green Fingers
- Diretto da: Steve Hoefer
- Scritto da: Dan Schneider e Dave Malkoff

### Trama
Henry e la sua famiglia stanno male e nessuno può fare ciò che aveva programmato. Nonostante questo, Ray costringe Henry ad andare al lavoro; arrivato lì, scopre che anche Charlotte sta male. Schwoz ricorda che Henry, Charlotte e Jasper erano andati nel suo laboratorio e intuisce che sono entrati in contatto con una malattia creata da lui. Anche Ray viene contagiato ma Jasper, stranamente, continua a non avere alcun sintomo. Schwoz, allora, decide di trattenere Jasper e prelevare il suo sangue così da creare una cura e manda Ray, Charlotte ed Henry a casa di quest'ultimo cercando di evitare che la malattia si diffonda. Schwoz, dopo avere prelevato più di 4 litri di sangue da Jasper, trova la cura e la dà ai contagiati. Alla fine dell'episodio, per vendicarsi di Schwoz, Henry, Charlotte e Ray mettono lo scienziato in un carrello e lo lanciano in strada.

## Arrivano i rinforzi!
- Titolo originale: Stuck In Two Holes
- Diretto da: Harry Matheu
- Scritto da: Dan Schneider e Hayes Jackson

### Trama
Durante l'inseguimento di Jeff, Capitan Man e Kid Danger restano isolati, costringendo Charlotte e Jasper a organizzare una missione per ritrovarli.
- Guest star: Jeffrey Nicholas Brown (Mr. Hart), Michael D. Cohen (Schwoz), Ryan Grassmeyer (Jeff)

## Live & Dangerous (prima parte)
- Titolo originale: Live & Dangerous: Part 1
- Diretto da: Adam Weissman
- Scritto da: Dan Schneider e Christopher J. Nowak

### Trama
Kid Danger e Captain Man sono stati invitati a una festa che sarà ospitata da un'enorme webstar di nome Frankini che ha come assistente Goomer. Ma una volta arrivati alla "festa", Frankini fa indossare a Capitan Man e Kid Danger delle strane calzature, che gli permettono di controllare ogni mossa e parola dei due eroi e li usa per battere il record mondiale per il maggior numero di persone che guardano un live streaming. Nel frattempo, Charlotte fa da babysitter a Piper ed entrambe finiscono per guardare video di brufolibrufoli.
- Guest star: Frankie Grande (Frankini), Jeffrey Nicholas Brown (Mr. Hart), Michael D. Cohen (Schwoz), Zoran Korach (Goomer).

## Live & Dangerous (seconda parte)
- Titolo originale: Live & Dangerous: Part 2
- Diretto da: Russ Reinsel
- Scritto da: Dan Schneider e Hayes Jackson

### Trama
Charlotte, Jasper, Piper e Schwoz devono fermare Kid Danger e Captain Man prima che rivelino la loro vera identità al mondo. Con l'aiuto di Sydney e Oliver, Piper cerca di allontanare gli spettatori dal live streaming di Frankini in modo che le persone possano guardare Piper che fa scoppiare il grosso e finto brufolo di Jasper. Nel frattempo, Charlotte e Schwoz sono tornati alla Man-Caverna e Schwoz ha avuto l'idea di togliere la corrente a tutta Swellview, in modo che la macchina che li controlla non possa essere utilizzata. Mentre Kid Danger e Capitan Man stanno per togliersi le maschere, la corrente salta, facendo smettere di funzionare il macchinario che controlla i due eroi, così Ray ed Henry, con di nuovo il controllo di se stessi, si tolgono le calzature di Frankini e lo catturano. Più tardi, a casa Hart, Piper fa scoppiare il brufolo di Jasper che arriva su Frankini.
- Guest star: Frankie Grande (Frankini), Michael D. Cohen (Schwoz), Zoran Korach (Goomer), Joe Kaprielian (Sidney), Matthew Zhang (Oliver).

## Palloncini per il Man Club
- Titolo originale: Balloons of Doom
- Diretto da: Steve Hoefer
- Scritto da: Dan Schneider e Dave Malkoff

### Trama
Piper sta per iniziare un incontro con un fan quando il dottor Minyak e l'infermiera Cohort prendono lei e i Man-fans in ostaggio; Henry e Ray devono ora trovare un modo per salvarli. Schwoz ha avuto l'idea di usare una tavola di sfondo, quindi sembra che Henry e Ray siano nella Man-Caverna, in modo che possano sgattaiolare fuori senza che il Dr. Minyak sia a conoscenza del loro piano. Se vengono rilevati, il Dr. Minyak lancerà Piper nello spazio. Più tardi, Henry e Ray salvano Piper e i Man-fans e inviano il Dr. Minyak nello spazio.
- Guest star: Jeffrey Nicholas Brown (Mr. Hart), Michael D. Cohen (Schwoz), Izabella Alvarez (Sharon), Amber Bela Muse (infermiera Cohort), Mike Ostroski (dottor Minyak), Samuel Sadovnik (Benny).

## Swellview's Got Talent
- Titolo originale: Swellview's Got Talent
- Diretto da: Steve Hoefer
- Scritto da: Dan Schneider e Christopher J. Nowak

### Trama
Kid Danger e Captain Man sono i giudici dello spettacolo "Swellview's Got Talent", in cui Piper e il suo amico Carl (William Simmons), si esibiscono. Dopo che la prima esibizione va storta a causa della recitazione strana di Harry Hoagie (Jay Tapaoan) e poi svenendo, tocca a Piper e Carl eseguire la loro danza. Sfortunatamente, anche loro iniziano ad agire in modo strano prima di svenire. Più tardi nella zona del backstage, Jasper nota che il campione Steven Sharp sta facendo un grosso problema con la fortuna facendo accarezzare a tutti il suo furetto. Jasper cerca sul suo telefono il tipo di furetto e scopre che è un furetto norvegese e che è pericoloso e il contatto dovrebbe essere evitato perché secerne oli potenti che sono in grado di causare strane reazioni come masticazioni della lingua e perdita di conoscenza. Steven Sharp stava facendo eseguire gli artisti per poter vincere.
- Guest star: Jeffrey Nicholas Brown (Mr. Hart), Michael D. Cohen (Schwoz), Charlie Burg (Steven Sharp), Kevin Railsback (Danny Chest).